# 田上唯
田上 唯（たのうえ ゆい、1990年1月11日 - ）は、福岡県出身の女優。

## 契約企業・スポンサー
- 福岡県小郡市所在の「社会福祉法人　長生会」イメージキャラクター就任（2015年）

## 出演

### テレビドラマ
- いつか陽のあたる場所でスペシャル（2014年）
- 同窓生〜人は、三度、恋をする〜 第1話（2014年）
- 37.5℃の涙（2015年） - 清水香織 役

### 舞台
- 白雲を望む（2013年）
- 横濱短篇ホテル（2013年） - カオリ 役
- 夜明けに消えた（2013年） - ぐず 役
- 見よ、飛行機の高く飛べるを（2014年） - 北川操 役
- 地の乳房（2014年） - 小娘 役
- 世界へ（2014年） - 末娘 役
- からゆきさん（2015年） - アカネ 役

### テレビアニメ
- フリージ（2019年）- 招待客、シャンマの秘書、女囚人D 役